# Meteorit Murchison
El meteorit Murchison és un meteorit de 100 kg que va ser descobert a Murchison, a l'estat de Victòria, a Austràlia, l'any 1969.

## Classificació
El meteorit és de tipus condrita, de la classe de les condrites carbonatades, una classe principal de condrites que majoritàriament tenen ratios de Mg/Si properes a la del valor solar, i composicions d'isòtops d'oxigen que s'albiren per sota de la línia de fraccionament terrestre. Pertany al grup CM, el grup químic Mighei, que es distingeix per tenir petites còndrules i inclusions refractàries (0,3 mm), una abundant matriu de gra fi (~ 70% vol) i abundants minerals hidratats. Petrològicament és de tipus 2, el que designa que, a banda de les característiques pròpies dels meteorits del grup CM, els sulfurs presents contenen níquel.

## Composició
Igual que altres condrites del grup CM, el Murchison conté abundants inclusions riques en calci i alumini. Més de 15 aminoàcids, alguns dels components bàsics de la vida, s'han identificat en el meteorit per múltiples estudis. Tots els aminoàcids que es troben en el meteorit Murchison s'han sintetitzat en experiments de laboratori per l'acció de descàrrega elèctrica en una barreja de metà, nitrogen i aigua amb restes d'amoníac.

### Compostos orgànics
El Murchison conté aminoàcids comuns com la glicina, l'alanina i l'àcid glutàmic, a més d'altres inusuals com la isovalina i pseudoleucina. També es van aïllar una barreja complexa d'alcans, similar a la que es va trobar a l'experiment de Miller i Urey. La serina i la treonina, generalment considerades contaminants terrestres, no es van trobar de manera visible a les mostres. En el meteorit també es va identificar una família específica d'aminoàcids anomenats diamino àcids.
L'informe inicial determinava que els aminoàcids eren racèmics i, per tant, es van formar de manera abiòtica perquè els aminoàcids de les proteïnes terrestres són tota la configuració L. Posteriorment es va veure que l'alanina, que també és un aminoàcid, tenia un excés de la configuració L, el que va conduir a sospitar de la contaminació terrestre amb l'argument que seria "inusual per a una descomposició estereoselectiva abiòtica o síntesi d'aminoàcids que es produeixi amb aminoàcids proteics i no amb aminoàcids no proteics". En 1997, els excessos L van ser trobats també en un aminoàcid no proteic, la isovalina, suggerint una font extraterrestre d'asimetria molecular en el sistema solar. La llista de materials orgànics identificats en el meteorit es va ampliar als poliols l'any 2001.
Tot i que el meteorit contenia una barreja d'aminoàcids esquerrans i dretans, la majoria d'aminoàcids utilitzats per organismes vius en quiralitat són esquerrans, i la majoria dels sucres utilitzats són dretans. Un equip de químics a Suècia va demostrar el 2005 que aquesta homoquiralitat podria haver estat desencadenada o catalizada per l'acció d'un aminoàcid esquerrà com la prolina. Diverses línies d'evidència indiquen que les porcions interiors dels fragments ben conservats del Murchison són pristines. Un estudi del 2010 amb eines analítiques d'alta resolució, inclosa l'espectroscòpia, va identificar 14.000 compostos moleculars incloent 70 aminoàcids en una mostra del meteorit. L'abast limitat de l'anàlisi per espectrometria de masses proporciona un potencial de 50.000 o més composicions moleculars úniques, amb l'equip estimant la possibilitat de milions de compostos orgànics diferents en el meteorit.

### Nucleobases
Es van trobar compostos de purina i pirimidina mesurats en el meteorit. Les proporcions d'isòtops de carboni per uracil i xantina de δ13C = +44.5‰ i +37.7‰, respectivament, indiquen un origen no terrestre per a aquests compostos. Aquest espècimen demostra que molts dels compostos orgànics van ser lliurats pels cossos del sistema solar primerenc i que poden haver tingut un paper clau en l'origen de la vida.

## Mineralogia
Al meteorit han estat descrites 38 espècies minerals diferents reconegudes per l'Associació Mineralògica Internacional, de les quals la machiïta, la murchisita i la warkita van ser descobertes al meteorit, fet que fa que el Murchison sigui considerat la localitat tipus de totes tres.